# Lijst van spelers van Achilles '29 (vrouwen)
Dit is een lijst van voetballers die minimaal één officiële wedstrijd hebben gespeeld in het eerste elftal van de Nederlandse voormalig vrouwenvoetbalclub Achilles '29.

## A
- Jade Adan

## B
- Manon Bosch
- Melanie Bross

## C
- Sophie Cobussen

## D
- Yvette Derks

## E
- Guusje Eijkmans
- Kika van Es

## G
- Margaritha de Groot

## H
- Nena Hopmans
- Annet van Hout

## K
- Joy Kersten

## L
- Michelle van der Laan

## M
- Demi ter Maat
- Amber Mutsaers

## O
- Romy van Oorschot

## R
- Beau Rijks

## S
- Jody Schellekens

## T
- Bonita Theunissen

## V
- Renate Verhoeven
- Amber Verspaget